# Civitas

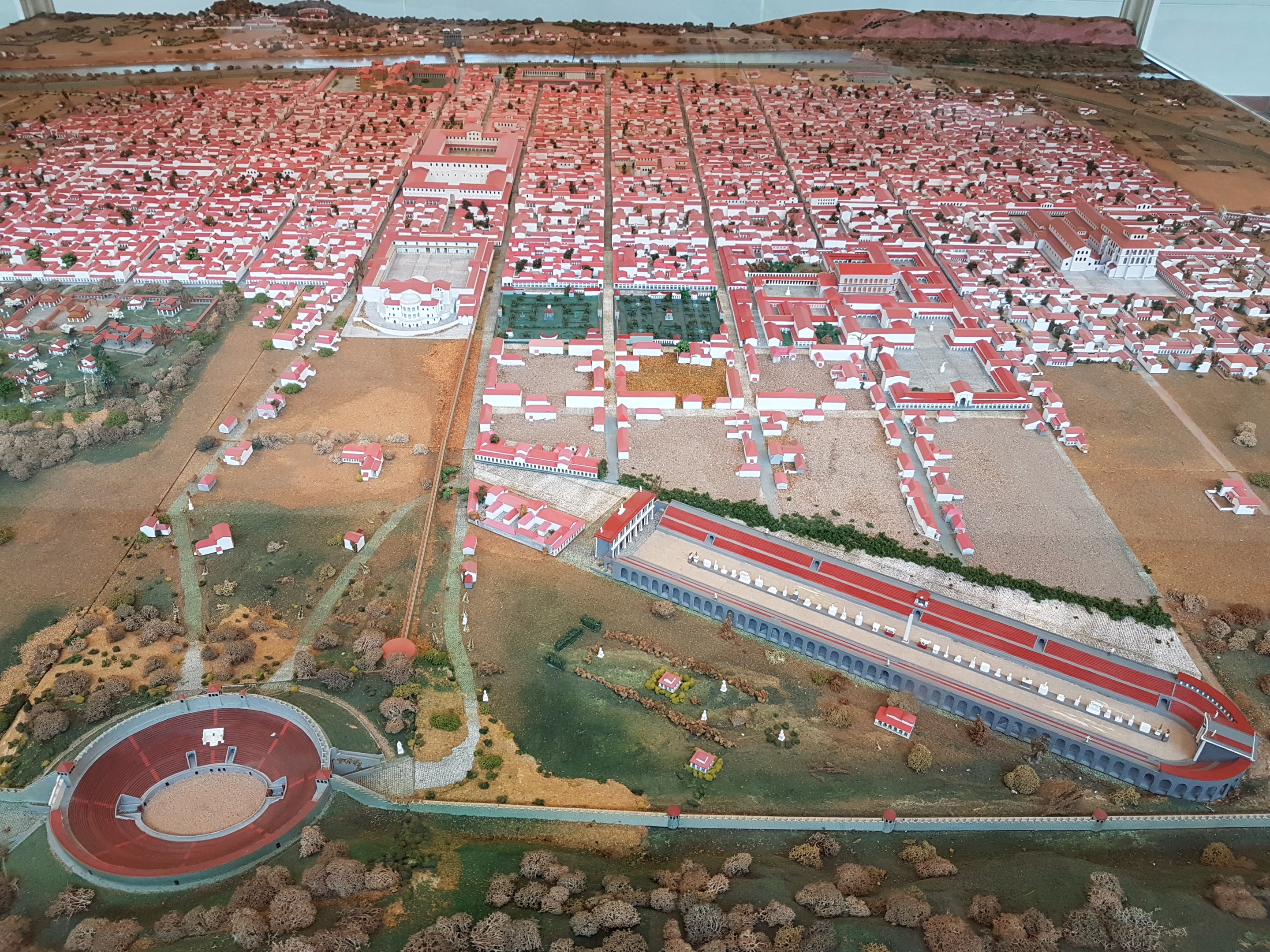
Maqueta de la ciudad romana de Tréveris (Augusta Treverorum) en la colección del Rheinisches Landesmuseum Trier, Alemania. En primer plano, el anfiteatro (abajo a la izquierda) y el circo (abajo a la derecha). En el centro, las termas imperiales y, más allá, el foro (izquierda), la basílica de Constantino (centro derecha) y la actual catedral de Tréveris (más a la derecha). Al fondo, el río Mosela.

Una cívitas, o ciuitas, (en plural: civitates, ciuitates) es un término latino para referirse a «una unidad territorial, jurídica, económica y religiosa, dotada de cierta autonomía, aunque controlada por el poder central y en la que cobra un papel fundamental para la población el hecho de ser ciudadano.» Aunque en español tengan la misma traducción, "ciudad", para los romanos existían «dos términos diferentes para designar a la ciudad: el de civitas que designaba el ordenamiento socio-político, es decir, «el espacio de los ciudadanos que construyen social y culturalmente la ciudad», la «realidad social constituida por los ciudadanos que viven en la ciudad» y el de urbs, que es el núcleo urbano propiamente dicho,» es decir, «la estructura material de la ciudad,» el espacio físico construido o conjunto de edificios, calles e infraestructuras que «se extiende y se renueva sin cesar».

## Descripción
La palabra denota también una unidad administrativa semiautónoma del nivel medio. Típico de los lugares principales de una civitas son edificios públicos representativos tal como foro, basílica (edificio administrativo al lado del foro), teatro, templo, baños, acueductos y estaciones de descanso (mansiones).

### Civitates en Germania Superior
En la provincia romana Germania superior existían varias civitates, por ejemplo:
- Civitas Auderiensium
- Civitas Taunensium

### Civitates en Galia Bélgica
Ejemplo para la provincia Galia Bélgica:
- Civitas Treverorum